# Amacroxiphus nigrifrons
Amacroxiphus nigrifrons är en insektsart som först beskrevs av Carl August Dohrn 1905.  Amacroxiphus nigrifrons ingår i släktet Amacroxiphus och familjen vårtbitare. Inga underarter finns listade i Catalogue of Life.